# Бањани (Уб)
Бањани је насеље у Србији у општини Уб у Колубарском округу. Према попису из 2022. било је 962 становника.
Указом Краља од 4. децембра 1922. године насеље је добило статус варошице.

## Историја
У Бањанима је рођен Рајко Михаиловић (1909—1942) Народноослободилачке борбе и народни херој Југославије, чије име данас носи основна школа.
У Бањанима је рођен Будимир Босиљчић истакнути четнички војвода (15. јануар 1905. — непознат) . За време Краљевине Југославије био је пилот ловачког авиона, припадник ЈКРВ. Пред почетак Другог светског рата у Југославији стиче чин капетана прве класе ваздухопловства.

## Галерија
- Млин
- Основна школа
- Дом здравља
- Споменик борцима 1941—1945.

## Демографија
У насељу Бањани живи 1102 пунолетна становника, а просечна старост становништва износи 41,1 година (39,3 код мушкараца и 42,9 код жена). У насељу има 437 домаћинстава, а просечан број чланова по домаћинству је 3,19.
Ово насеље је великим делом насељено Србима (према попису из 2002. године), а у последња три пописа, примећен је пад у броју становника.
|  |

| Демографија | Демографија | Демографија |
| Година      | Становника  | Становника  |
| ----------- | ----------- | ----------- |
| 1948.       | 1.746       |             |
| 1953.       | 1.762       |             |
| 1961.       | 1.862       |             |
| 1971.       | 1.640       |             |
| 1981.       | 1.602       |             |
| 1991.       | 1.431       | 1.379       |
| 2002.       | 1.395       | 1.521       |

| Етнички састав према попису из 2002.‍ | Етнички састав према попису из 2002.‍ | Етнички састав према попису из 2002.‍ | Етнички састав према попису из 2002.‍ | Етнички састав према попису из 2002.‍ |
| ------------------------------------ | ------------------------------------ | ------------------------------------ | ------------------------------------ | ------------------------------------ |
|                                      |                                      |                                      |                                      |                                      |
| Срби                                 | Срби                                 |                                      | 1.376                                | 98,63%                               |
| Роми                                 | Роми                                 |                                      | 5                                    | 0,35%                                |
| Црногорци                            | Црногорци                            |                                      | 1                                    | 0,07%                                |
| Хрвати                               | Хрвати                               |                                      | 1                                    | 0,07%                                |
| Југословени                          | Југословени                          |                                      | 1                                    | 0,07%                                |
| непознато                            | непознато                            |                                      | 8                                    | 0,57%                                |

| Година пописа     | 1948. | 1953. | 1961. | 1971. | 1981. | 1991. | 2002. |
| ----------------- | ----- | ----- | ----- | ----- | ----- | ----- | ----- |
| Број домаћинстава | 335   | 350   | 421   | 416   | 438   | 429   | 437   |

| Број чланова      | 1   | 2  | 3  | 4  | 5  | 6  | 7  | 8 | 9 | 10 и више | Просек |
| ----------------- | --- | -- | -- | -- | -- | -- | -- | - | - | --------- | ------ |
| Број домаћинстава | 106 | 98 | 56 | 68 | 46 | 40 | 13 | 4 | 3 | 3         | 3,19   |

| Пол    | Укупно | Неожењен/Неудата | Ожењен/Удата | Удовац/Удовица | Разведен/Разведена | Непознато |
| ------ | ------ | ---------------- | ------------ | -------------- | ------------------ | --------- |
| Мушки  | 569    | 149              | 353          | 39             | 13                 | 15        |
| Женски | 587    | 79               | 345          | 139            | 16                 | 8         |
| УКУПНО | 1.156  | 228              | 698          | 178            | 29                 | 23        |

| Пол    | Укупно                    | Пољопривреда, лов и шумарство | Рибарство                            | Вађење руде и камена | Прерађивачка индустрија       |
| ------ | ------------------------- | ----------------------------- | ------------------------------------ | -------------------- | ----------------------------- |
| Мушки  | 382                       | 252                           | 1                                    | 0                    | 36                            |
| Женски | 248                       | 168                           | 0                                    | 1                    | 25                            |
| УКУПНО | 630                       | 420                           | 1                                    | 1                    | 61                            |
| Пол    | Производња и снабдевање   | Грађевинарство                | Трговина                             | Хотели и ресторани   | Саобраћај, складиштење и везе |
| Мушки  | 3                         | 9                             | 31                                   | 6                    | 23                            |
| Женски | 0                         | 2                             | 22                                   | 2                    | 6                             |
| УКУПНО | 3                         | 11                            | 53                                   | 8                    | 29                            |
| Пол    | Финансијско посредовање   | Некретнине                    | Државна управа и одбрана             | Образовање           | Здравствени и социјални рад   |
| Мушки  | 1                         | 0                             | 4                                    | 7                    | 2                             |
| Женски | 0                         | 0                             | 1                                    | 10                   | 5                             |
| УКУПНО | 1                         | 0                             | 5                                    | 17                   | 7                             |
| Пол    | Остале услужне активности | Приватна домаћинства          | Екстериторијалне организације и тела | Непознато            | Непознато                     |
| Мушки  | 3                         | 0                             | 0                                    | 4                    | 4                             |
| Женски | 0                         | 1                             | 0                                    | 5                    | 5                             |
| УКУПНО | 3                         | 1                             | 0                                    | 9                    | 9                             |